# رود هوآی
 رود هوای رودی است به Hongze Lake می‌ریزد. این رود از کشور جمهوری خلق چین می‌ گذرد.